# Calla Curman
Calla Curman, de soltera Lundström (1850-1935), fue una escritora sueca, dueña de un salón y feminista. También fue la fundadora de la reserva natural de Stångehuvud y una de las cinco fundadoras de la asociación de mujeres Nya Idun.

## Familia
Calla Curman nació el 12 de noviembre de 1850 en Jönköping (Suecia), hija única del rico industrial Carl Frans Lundström  y su esposa Sofie Malmberg (1830-1897). Recibió clases particulares en su casa. A los 17 años se casó con Adolf Liljenroth (1836-1874), médico de batallón, con quien tuvo dos hijos, Gunhild Hasselrot y Ragnar Liljenroth.
Unos años después de enviudar de Liljenroth, los padres de Calla la llevaron de viaje a Italia. El educado Carl Curman, a quien había conocido en una visita con su madre a Lysekil durante unas semanas de verano en 1864, fue invitado a unirse a ellos como guía para el viaje a Italia. En 1877 volvió a Lysekil, entonces como invitada del profesor Carl Curman. Al año siguiente se casaron. Él había trabajado como médico de balneario en Lysekil desde 1859. Con Curman tuvo cuatro hijos: Sigurd Curman, Ingrid Fries, Nanna Fries y Carl G. Curman.

## Actividad

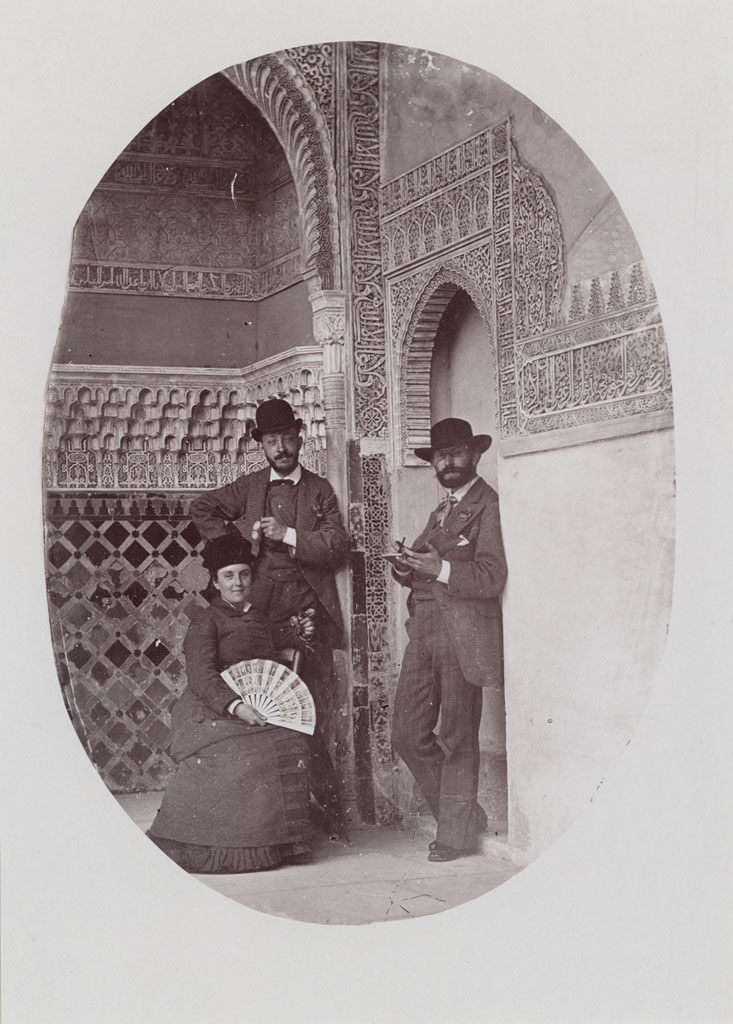
Curman con un abanico y dos hombres desconocidos en el recinto del palacio de la Alhambra, en Granada, Andalucía, España (1878).

Curman fue la iniciadora de la fundación de la sociedad femenina Nya Idun en 1885; la fundó junto con Ellen Fries, Hanna Winge, Ellen Key y Amelie Wikström. Nya Idun siguió el modelo de su homóloga masculina, Sällskapet Idun. En su justificación de la fundación de Nya Idun, Curman escribió: "¿Por qué no podríamos reunirnos también las mujeres, independientemente de nuestras diferentes opiniones políticas y religiosas, para intercambiar ideas en torno a intereses intelectuales, artísticos y literarios comunes?".
Curman también se implicó en otras cuestiones. Entre otras cosas, fue miembro de la junta de los Amigos de la Artesanía, fundada en 1874, miembro de la Asociación Sueca de Reforma de la Vestimenta, miembro de la junta de la Sala de Lectura de Estocolmo en Kungsholmen 1898-1900, miembro de la junta directiva de la Samfundet för unison sång ("Sociedad para el canto de coro") 1908-1915, y formó parte de la junta local en Estocolmo de la Riksföreningen för svenskhetens bevarande i utlandet  ("Asociación Nacional para la Preservación de lo Sueco en el Extranjero") 1918-1924. En 1928 se convirtió en presidenta honoraria de esta última asociación. También fue una consumada pianista, que publicó su propio cuaderno de composiciones en 1897 y fue una de las que pidió la instauración del Día de la Madre en 1919. Recibió el quórum Illis y la medalla de los Amigos de la Artesanía.

## Las recepciones Curman
En las décadas de 1880 y 1890, las "recepciones Curman" en la villa Curman de Floragatan, en Estocolmo, eran algo muy conocido entre científicos, artistas y escritores. Su objetivo era reunir a muchos tipos de personas para entablar conversaciones y debates fructíferos. Por regla general, se organizaban dos veladas en otoño y tres en invierno para el salón. El aspecto social se consideraba el más importante; la oferta de comida era ligera. En las recepciones de Curman participaron personas como el poeta Carl Snoilsky, el artista August Malmström, la matemática Sofya Kovalevskaya, la compositora Laura Netzel, el escritor Viktor Rydberg, Bjørnstjerne Bjørnson y la polemista social Ellen Key.

## Las villas Curman y la reserva natural de Stångehuvud

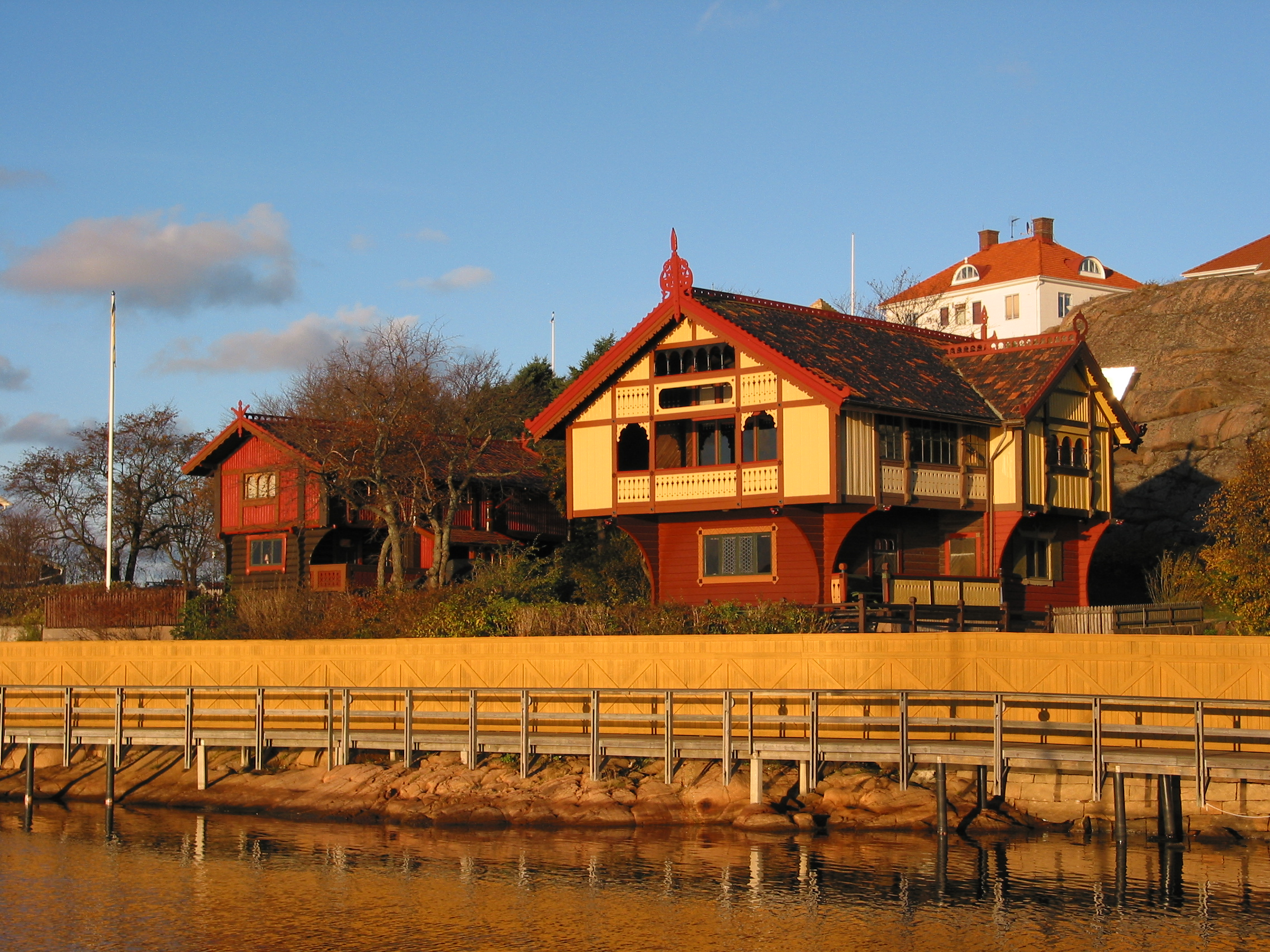
Las villas Curman en Lysekil

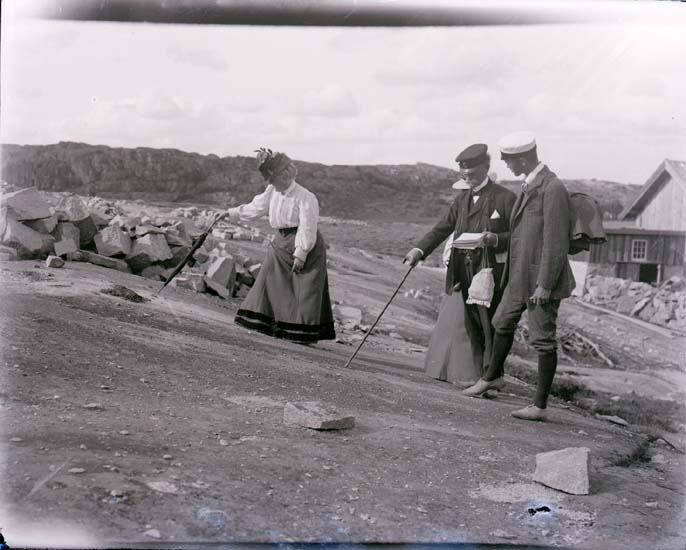
Curman señala con indignación los petroglifos maltratados por los canteros en Brastad, Suecia, hacia 1907.

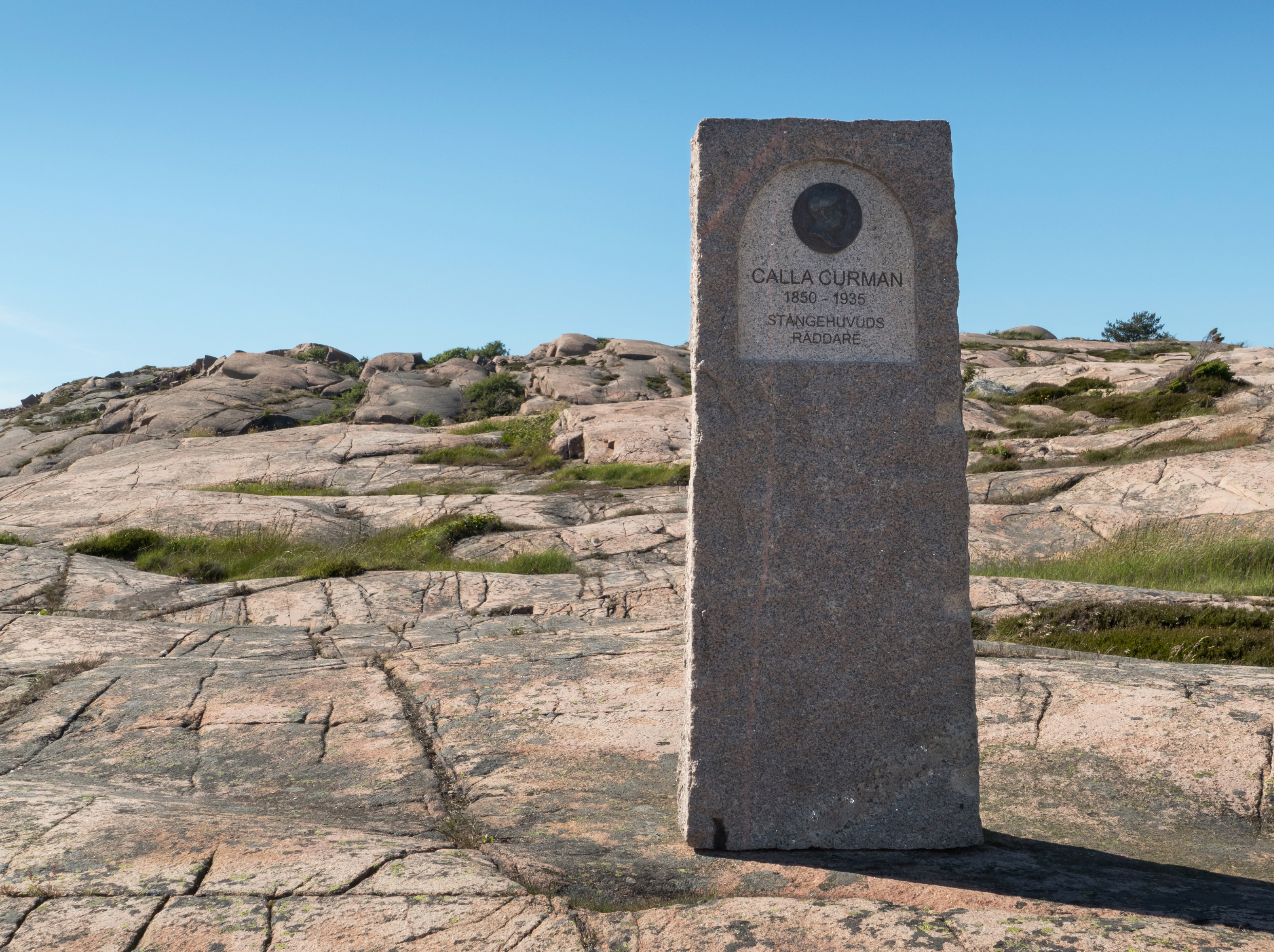
Monumento a Calla Curman en Stångehuvud

En 1878-1880, los Curman construyeron dos villas de estilo Dragestil, también conocidas como villas Curman, que son un rasgo característico del paisaje urbano de Lysekil. Volvían a Lysekil todos los veranos y Calla daba largos paseos por el campo, aficionándose especialmente a Stångehuvud, a poca distancia de la ciudad, donde los acantilados de granito estaban esculpidos por el hielo. A principios de la década de 1870, en Stångehuvud se inició la explotación de canteras sin tener en cuenta la naturaleza única de la zona. Durante un verano tras otro, en las últimas décadas del siglo XIX y principios del XX, Curman vio cómo la zona era destrozada cada vez más. El avance de la industria de la piedra en Stångehuvud le preocupaba sobremanera. Pasaba muchas tardes preguntándose qué se podía hacer para detener la explotación de las canteras y evitar una mayor destrucción de las montañas.
Pero esto era más fácil de decir que de hacer, ya que la industria de la piedra proporcionaba muchos puestos de trabajo y grandes ingresos. Curman escribió varias cartas a los periódicos y a los dirigentes de Lysekil, en las que pedía, en primer lugar, que se detuviera la extracción de piedra, pero que, si tenía que continuar, se hiciera de forma más sistemática y con mayor cuidado. Sin embargo, sus opiniones no fueron escuchadas. Para evitar la destrucción del bello paisaje de Stångehuvud, a partir de 1916, con gran persistencia y largas negociaciones con los propietarios, empezó a comprar poco a poco un terreno tras otro, a menudo a través de agentes para no revelar que era la misma persona la que compraba. En 1920 había conseguido comprar toda la zona, un total de unas 18 hectáreas (44 acres), con un coste de 55.000 coronas suecas. El 3 de noviembre de 1925, donó la zona a la Real Academia Sueca de Ciencias con la intención de conservarla para siempre. Al mismo tiempo, se creó la Fundación Carl y Calla Curman para vigilar Stångehuvud y determinar las medidas de cuidado y mantenimiento que debían adoptarse para preservar y nutrir la zona. En Stångehuvud se ha erigido una lápida conmemorativa de la labor de Calla Curman con la leyenda Stångehuvuds räddare 'La salvadora de Stångehuvud'.
A través de donaciones, también hizo una importante contribución duradera a Estocolmo. Curman donó dinero al Museo de Historia de Suecia y al Museo Egipcio de Estocolmo, a la investigación médica, a una cátedra de alemán en la Universidad de Estocolmo, al Jardín Bergiano y a una escuela de agricultura. Al igual que su madre, Sofie, también se dedicó a obras de caridad para particulares.

## Muerte
Curman murió el 2 de febrero de 1935 en Estocolmo y está enterrada en Norra begravningsplatsen.

## Obras
- Rem, Eli (1897). Fyra sånger för en röst och piano (en sueco). Stockholm: Abr. Hirschs Förlag.
- Til en norsk Dame fra hendes svensk Veninde (en sueco). Originally published in Jyllands-Posten. Lysekil. 1906. OCLC 187173438.
- Bref till en norsk dam från hennes svenska väninna (en noruego). Stockholm: Svanbäck. 1907. OCLC 186706201.
- Minnen (en sueco). Stockholm: Norstedt. 1926. OCLC 186149827.
- Minnen (en sueco) (New edición). Stockholm: Dejavu. 2012. ISBN 9789174514056.
- I landsflykt: berättelse. Iduns romanbibliotek (en sueco) 94. Stockholm: Idun. 1931. OCLC 187173431.

## Otras lecturas
- Calla Curman at Svenskt kvinnobiografiskt lexikon